# Paloma Román Marugán
Paloma Román Marugán (Madrid, 9 de septiembre de 1956) es directora de la Escuela de Gobierno de la Universidad Complutense de Madrid, doctora en Ciencias Políticas, profesora titular y la primera coordinadora del grado de Ciencias Políticas, así como del primer máster oficial sobre la materia y del programa de doctorado de conflictos políticos y procesos de pacificación. Fue directora del Departamento de Ciencias Políticas y de la Administración II de la Facultad de Ciencias Políticas y Sociología de la Universidad Complutense de Madrid entre 2008 y 2016. 
Es investigadora adscrita al Instituto Universitario de Desarrollo y Cooperación (IUDC) y al Instituto de Mediación y Gestión de Conflictos (IMEDIA). Además es miembro de la Red de Mujeres Latinoamericanas y del Caribe en la Gestión de Organizaciones (Women in Management).

## Biografía
Paloma Román nació el 9 de septiembre de 1956 en Chamberí (Madrid), hija de una familia de profesionales del sector servicios. Recibió una educación católica en el Colegio de la Sagrada Familia de Madrid, donde estudió primaria y secundaria. Posteriormente, cursó en Madrid el COU, tras lo cual accedió a la Universidad.

## Trayectoria profesional
Licenciada en Ciencias Políticas por la Universidad Complutense de Madrid y doctora en Ciencias Políticas por la misma universidad desde 1986, realizando su tesis sobre el Partido Socialista Obrero Español (PSOE) (organización e ideología durante la transición española). 
Destaca también su participación en la gestión universitaria, formando parte de diferentes órganos de representación universitarios y ocupando puestos de gestión y de gobierno en la facultad como el de vicedecana, directora de departamento o secretaria de departamento. 
En su labor docente ha abordado diferentes materias, destacando su participación en el ámbito de la Política Comparada y los Sistemas Políticos, Género y política o, más recientemente, la Negociación y la Mediación Política.
En la actualidad, combina la actividad docente con la dirección de la Escuela de Gobierno, antes era el Centro Superior de Estudios de Gestión de la Universidad Complutense de Madrid.

## Publicaciones
Tesis doctoral
- 1987. Román Marugán, P. (1975-1982): El partido socialista obrero español en la transición española: organización e ideología, Universidad Complutense de Madrid.[2]

Libros
- 1993. García Cotarelo, R. Román Marugán, P. Maldonado Gago, J. (1983): Sistemas políticos de la Unión Europea: con inclusión de Estados Unidos y Japón, en Madrid, Universitas.[3]
- 2003. Laiz, C. Román Marugán, P. (2003): Política comparada, en McGraw-Hill Interamericana de España.
- 2013. Román Marugán, P. Fernández Franco, J. (2013): Manual de cooperación al desarrollo, ed: Síntesis, Madrid

Publicaciones en revistas
- 2002. Román Marugán P. (2002): El descubrimiento de la sociedad y su politización: El nacimiento de los movimientos sociales, en los movimientos sociales: conciencia y acción de una sociedad politizada, coord. por Jaime Ferri Durá, Paloma Román Marugán, págs. 9-22[4]
- 2012. Román Marugán, P. (2012): El ascenso del Príncipe democrático. Quién gobierna y cómo se gobiernan las democracias, de Sergio Fabbrini, en Asamblea: revista parlamentaria de la Asamblea de Madrid, nº27, págs. 441-446[5]
- 2013. Román Marugán, P. (2013): El poder. Un nuevo análisis social, de Bertrand Russell, en Asamblea: revista parlamentaria de la Asamblea de Madrid, nº 29, págs. 397-404.[6]
- 2013. Román Marugán, P (2013): La mediación política: concepto, procesos y problemáticas, en revista; Política y sociedad, Vol. 50, n.º 1, págs. 39-52.
- 2013. Román Marugán, P. (2013): La mediación y la negociación políticas: algunas cuestiones de debate en torno a una estrategia provechosa, en Revista de mediación, nº12, págs. 8-13[7]
- 2013. Román Marugán, P. Ferri Durá, J. (2013): El liderazgo político femenino: La dificultad de una explicación, en Raudem: Revista de estudios de las mujeres, n.º 1, págs. 86-109[8]
- 2014. Román Marugán, P. (2014): Mirando atrás, Revista: Foro interno: anuario de teoría política, nº14, págs. 163-177.[9]

## Premios y reconocimientos
- Medalla por los servicios prestados de la Universidad Complutense de Madrid.

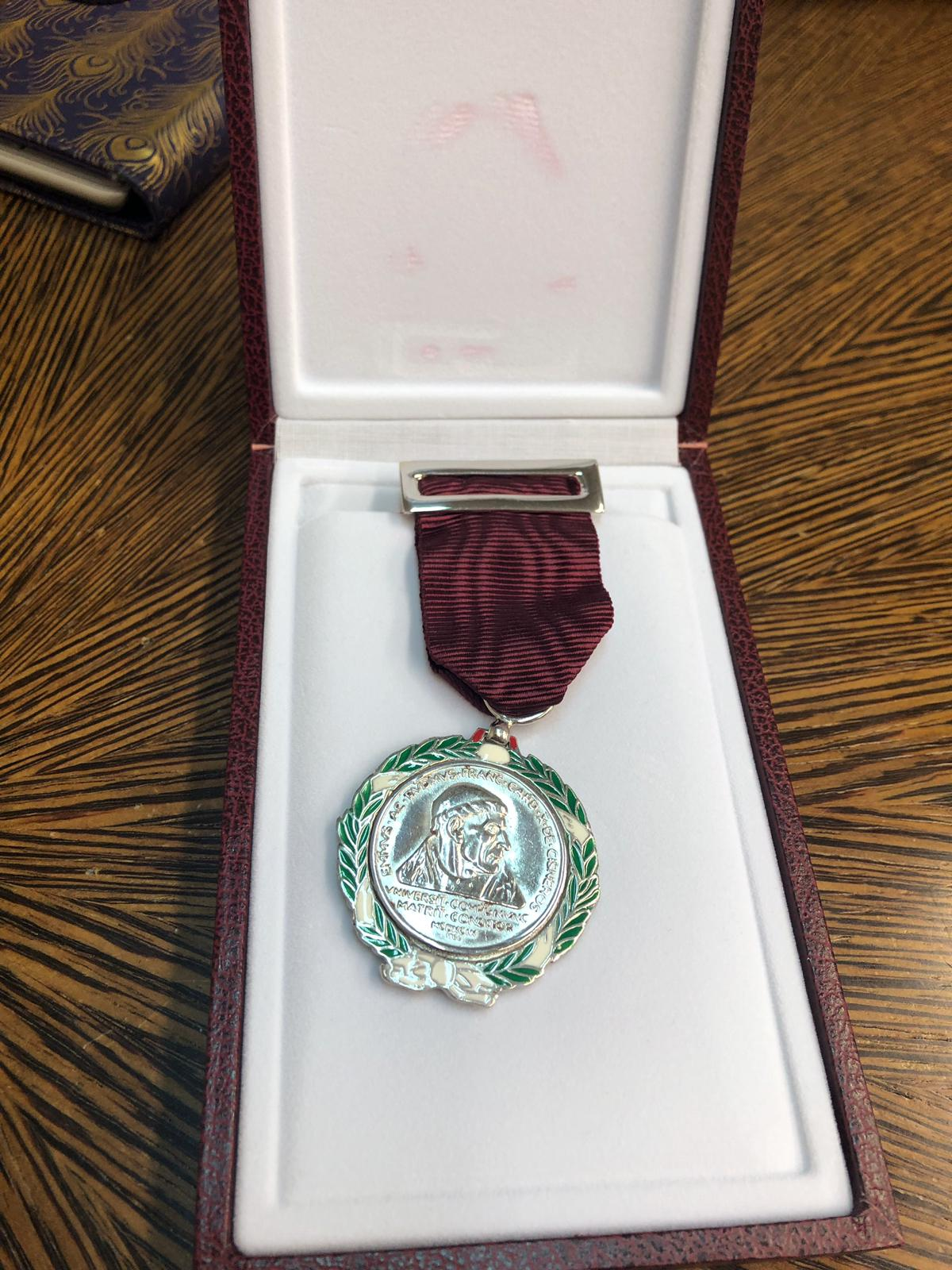